# Phil Daigle
Pour les articles homonymes, voir Daigle.
Phil Daigle (né le 21 décembre 1969 à Bathurst, dans la province du Nouveau-Brunswick au Canada) est un joueur professionnel canadien de hockey sur glace.

## Carrière en club
En 1993, il commence sa carrière junior avec l'Université Saint-Thomas dans l'AUS. Il passe professionnel avec les Bullets de Jacksonville  dans la SHL en 1995.

## Statistiques
| Saison    | Équipe                     | Ligue |    | Saison régulière | Saison régulière | Saison régulière | Saison régulière | Saison régulière |   | Séries éliminatoires | Séries éliminatoires | Séries éliminatoires | Séries éliminatoires | Séries éliminatoires |
| Saison    | Équipe                     | Ligue | PJ | B                | A                | Pts              | Pun              | PJ               | B | A                    | Pts                  | Pun                  |                      |                      |
| 1993-1994 | Université Saint-Thomas    | AUS   | 23 | 11               | 15               | 26               | 82               | -                | - | -                    | -                    | -                    |                      |                      |
| 1995-1996 | Bullets de Jacksonville    | SHL   | 9  | 3                | 4                | 7                | 57               | -                | - | -                    | -                    | -                    |                      |                      |
| 1995-1996 | Channel Cats de Huntsville | SHL   | 8  | 4                | 3                | 7                | 36               | 10               | 1 | 5                    | 6                    | 45                   |                      |                      |
| 1995-1996 | Blizzard d'Utica           | CoHL  | 8  | 2                | 1                | 3                | 10               | -                | - | -                    | -                    | -                    |                      |                      |
| 1995-1996 | Blizzard de Huntington     | ECHL  | 2  | 0                | 0                | 0                | 0                | -                | - | -                    | -                    | -                    |                      |                      |
| 1996-1997 | Channel Cats de Huntsville | LCH   | 55 | 18               | 23               | 41               | 217              | 9                | 6 | 4                    | 10                   | 16                   |                      |                      |
| 1997-1998 | Channel Cats de Huntsville | LCH   | 61 | 17               | 19               | 36               | 333              | -                | - | -                    | -                    | -                    |                      |                      |
| 1997-1998 | Thunder de Wichita         | LCH   | 6  | 1                | 5                | 6                | 2                | 14               | 1 | 1                    | 2                    | 64                   |                      |                      |
| 1998-1999 | Channel Cats de Huntsville | LCH   | 70 | 19               | 23               | 42               | 264              | 15               | 2 | 4                    | 6                    | 31                   |                      |                      |
| 2000-2001 | Tornado de Huntsville      | LCH   | 15 | 4                | 1                | 5                | 74               | -                | - | -                    | -                    | -                    |                      |                      |